# Grigioni romancio

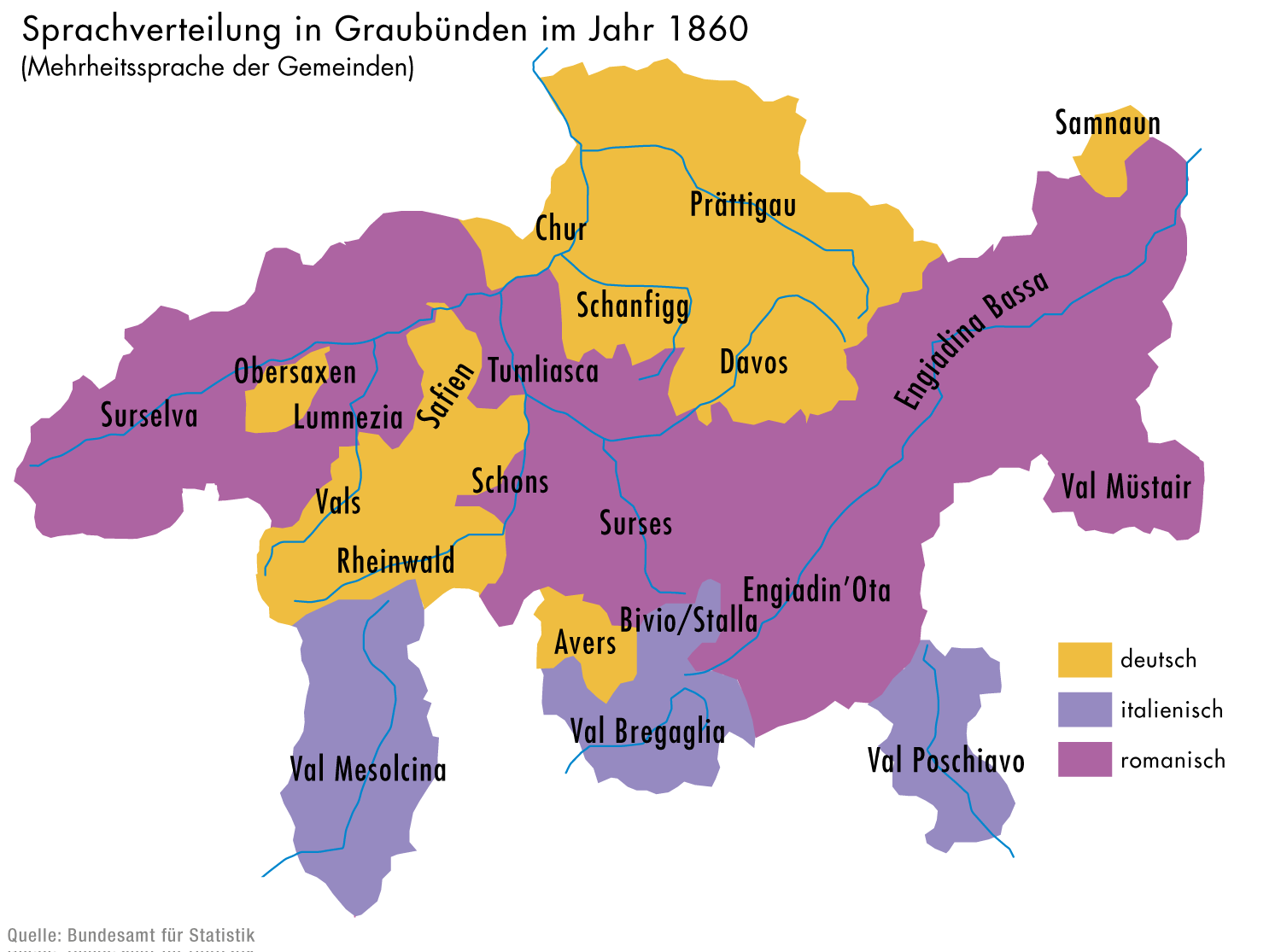
Romancio nel 1860

Il Grigioni romancio (in romancio Grischun rumantsch), è la parte del cantone svizzero dei Grigioni dove gli autoctoni parlano il romancio e, in misura minore, il tedesco.

## Caratteristiche
La lingua romancia nel canton Grigioni è diffusa a macchia di leopardo a ovest, nel centro-sud e ad est. Si distinguono cinque diverse varianti della lingua, anche se dagli anni ottanta è diffusa una versione standardizzata.
L'attuazione del romancio varia a livello comunale, così che alcuni comuni storicamente di lingua romancia sono stati soppiantati oggi dal tedesco, altri sono ufficialmente o de facto bilingue mentre altri ancora, pur avendo il romancio come lingua ufficiale, usano di fatto il tedesco.

## Comuni di lingua romancia
Di seguito un elenco dei comuni dove il romancio ha lo status di lingua ufficiale (in grassetto quelli dove il romancio è l'unica lingua ufficiale, in corsivo quelli dove la lingua romancia è l'unica lingua ufficiale ma il tedesco è predominante).
- Regione Albula
  - Albula/Alvra
  - Bergün Filisur
  - Lantsch/Lenz
  - Vaz/Obervaz
  - Surses
- Regione Engiadina Bassa/Val Müstair
  - Scuol
  - Valsot
  - Val Müstair
  - Zernez
- Regione Imboden
  - Domat/Ems
  - Trin
- Regione Maloja
  - Bever
  - Celerina/Schlarigna
  - La Punt Chamues-ch
  - Madulain
  - Pontresina
  - Samedan
  - S-chanf
  - Sils im Engadin/Segl
  - Silvaplana
  - Zuoz
- Regione Surselva
  - Breil/Brigels
  - Disentis/Mustér
  - Falera
  - Ilanz/Glion
  - Laax
  - Lumnezia
  - Medel/Lucmagn
  - Obersaxen Mundaun
  - Sagogn
  - Schluein
  - Sumvitg
  - Trun
  - Tujetsch
- Regione Viamala
  - Casti-Wergenstein
  - Donat